# Henk-Jan Zwolle
Henk-Jan Zwolle (født 30. november 1964 i Enschede, Holland) er en hollandsk tidligere roer og olympisk guldvinder. Han deltog i tre olympiske lege i 1980'erne og 1990'erne.
Zwolles første OL-deltagelse fandt sted i 1988 i Seoul, hvor han stillede op i singlesculler. I sit indledende heat blev han nummer fem, men kvalificerede sig videre via opsamlingsheat. I semifinalen blev han igen nummer fem og kom dermed i B-finalen, hvor han sluttede sidst og dermed opnåede en samlet tolvteplads.
Ved legene fire år senere i Barcelona stillede han op i dobbeltsculler sammen med Nico Rienks, som var regerende olympisk mester i disciplinen. Parret havde vundet det seneste verdensmesterskab og var blandt favoritterne. Parret vandt bronze efter at have vundet sit indledende heat og med en andenplads i semifinalen sikret deltagelse i A-finalen. I finalen blev hollænderne nummer tre, kun besejret af Peter Antonie og Stephen Hawkins fra Australien, som vandt guld, samt af østrigerne Arnold Jonke og Christoph Zerbst, som tog sølvmedaljerne.
Ved OL 1996 i Atlanta var Zwolle kommet med i den hollandske otter. Denne båd havde to VM-sølvmedaljer fra 1994 og 1995 og var derfor blandt favoritterne. Båden vandt også det indledende heat i bedste tid og var klar til finalen, hvor hollænderne lå næstbedst midtvejs i løbet, men på de sidste 1000 meter trak fra tyskerne til en klar sejr og guldmedalje, mens tyskerne blev nummer to og Rusland nummer tre.

## OL-medaljer
- 1996:  Guld i otter
- 1992:  Bronze i dobbeltsculler